# 玉环 (玉器)

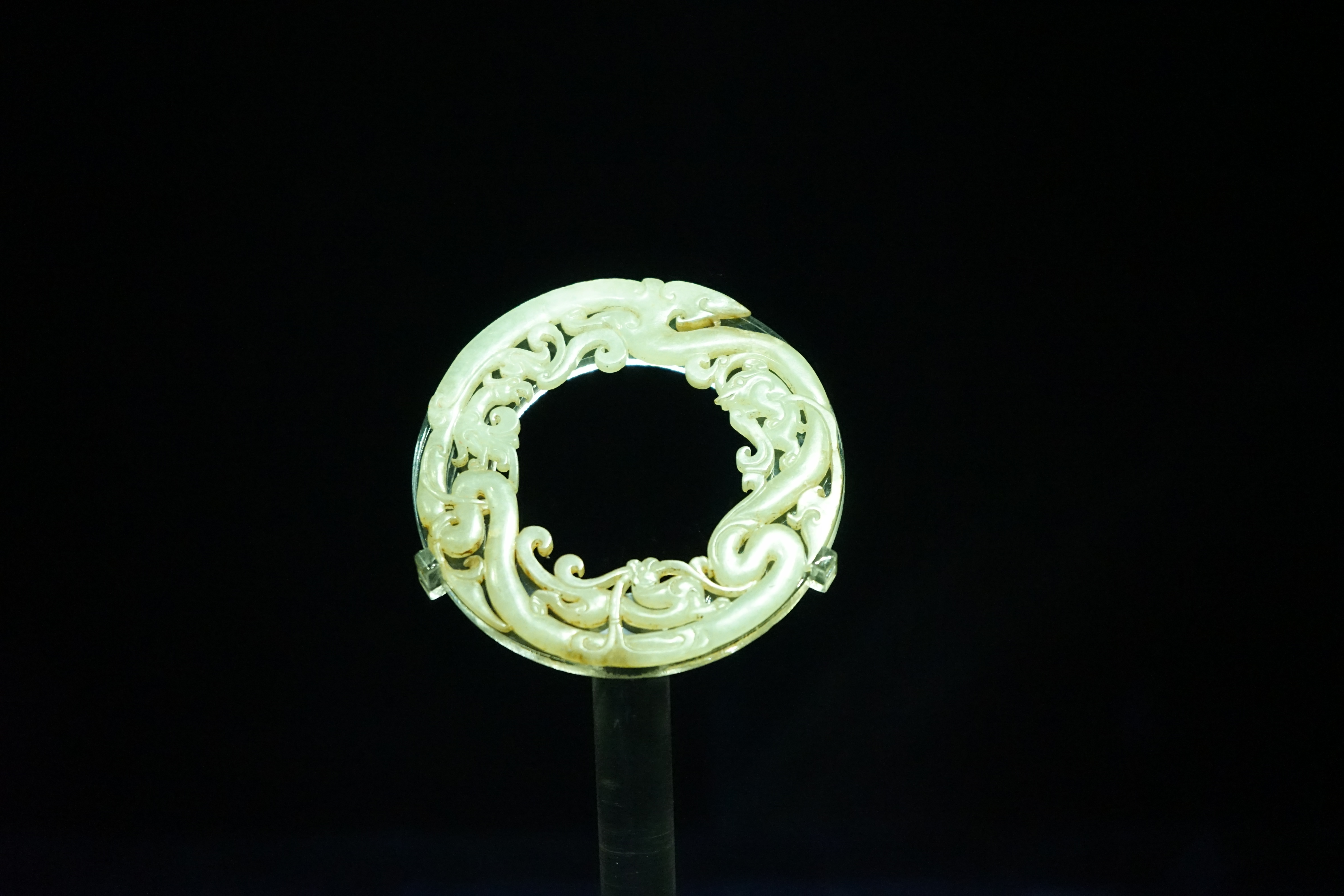
东洞山二号西汉楚王后墓出土的龙凤貘纹玉环，现藏于徐州博物馆

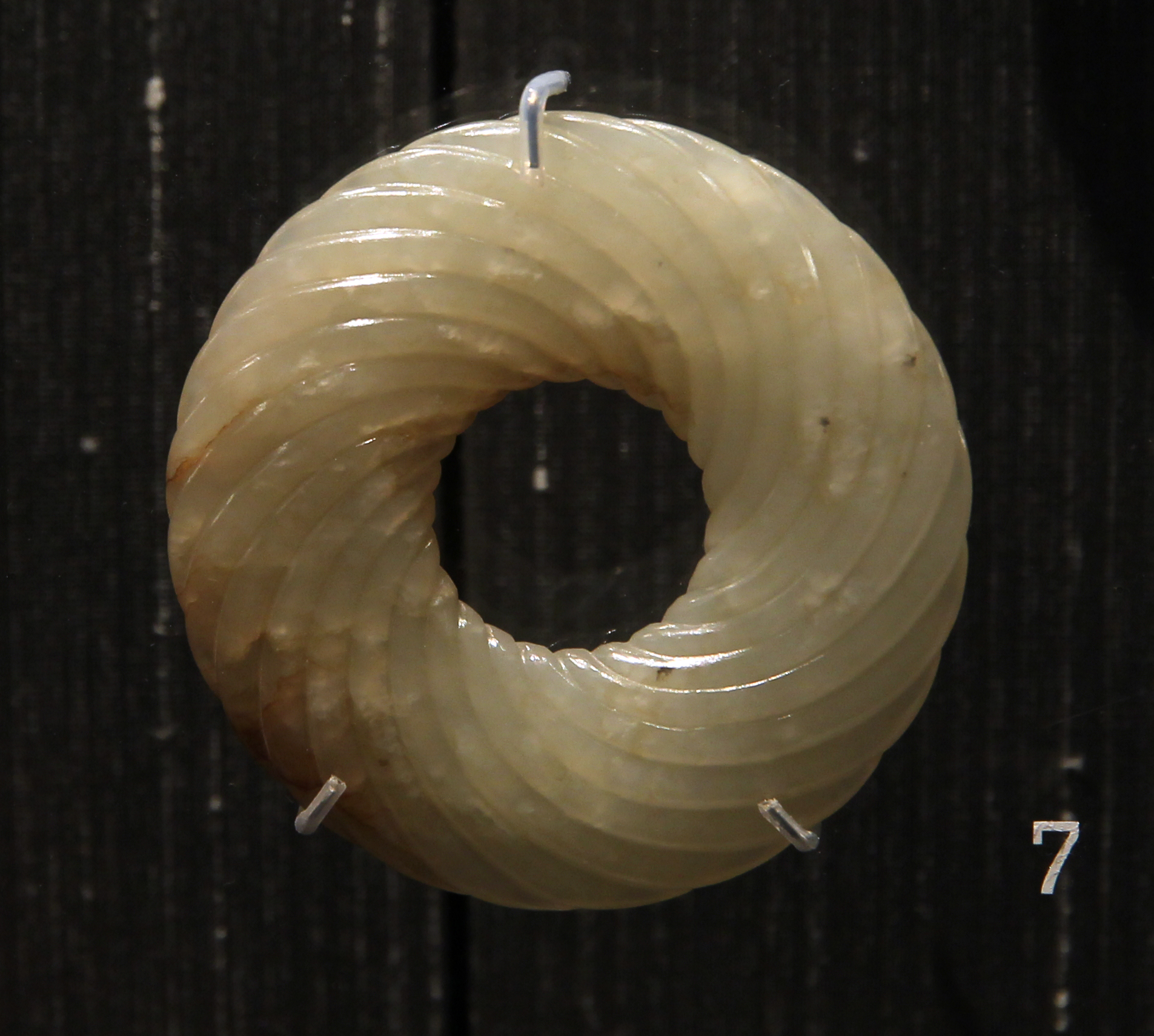
一款丝束纹玉环，藏于大英博物馆33B展区

玉环，是一种玉器，呈圆形薄片状。呈圆形或者近圆形，中间有孔、扁平状。中心孔半径大致与外圈宽度相当。玉环常用作礼器，常见于新石器时代至秦汉时期。

## 种类与特点
在周朝、春秋、战国时期玉环种类开始出现区别，主要有丝束纹环、勾连云纹环、谷纹环、三龙外蟠环、重环及玛瑙环等。其中丝束纹环为扁环，表面饰丝束线、长弧状，每一丝截面呈尖锋状。三龙外蟠环见于中山王墓，镂有三只螭龙，螭龙首尾相接。勾连云纹环则在环表浮雕勾云纹，或用单阴线雕琢纵横相接的云纹，或采用剔地法雕琢出平面的勾云纹，或者有局部凸起的兽面纹。谷纹环的谷纹则有凸起的螺旋纹或者平面隐起用阴线旋出螺线两种。玛瑙环，其截面呈三角形，顶角处磨平外光素无纹，表面有玻璃光。

## 考古
考古发现以玉为环，以崧泽文化为最早，连环则最早见于安阳殷墟妇好墓。此外在北赵晋侯墓地、河南淅川下寺楚墓、河南辉县琉璃阁战国墓地中均发现玉环，因此推定直到战国晚期玉环依然广泛流行。